# Anne-Marie Fox
Anne-Marie Fox (Los Angeles, 28 settembre 1962) è un'ex modella e fotografa statunitense.
Fu scelta come playmate di Playboy del mese di febbraio 1982, fotografata da Arny Freytag e Phillip Dixon.
Quando diventò una playmate, Anne-Marie era una istruttrice di fitness e danza. Dopo che ebbe ottenuto la laurea in giornalismo alla Columbia University frequentò l'International Center of Photography di New York e iniziò la carriera di fotografa freelance specializzata in servizi di viaggi e di moda.
Come fotografa il suo lavoro è stato pubblicato su diverse riviste, come l'edizione inglese di Esquire (per cui ha realizzato anche alcune copertine), Première, The New York Times Magazine, Elle. Ha lavorato anche come fotografa di scena in alcune produzioni cinematografiche, come il film ambientato nel mondo della moda Prêt-à-Porter di Robert Altman, la trasposizione cinematografica di Frankenstein effettuata da Kenneth Branagh e il discusso Thirteen - 13 anni.